# Heinz Fischer
Heinz Fischer (Graz, 9. listopada 1938.), predsjednik Republike Austrije od 8. srpnja 2004. do 8. srpnja 2016.
1956. je počeo studirati pravo, a doktorirao je 1961.
Na izborima za predsjednika Austrije 25. travnja 2010., kandidirao se za još jedan 6-o godišnji mandat. Austrijska narodna stranka nije imala svoga kandidata tako da je Fischer znao već istog dana da će pobijediti na izborima. Prvi rezultati su pokazali da je dobio blizu 79% glasova. Najveći konkurent mu je bila Barbara Rosenkranz iz desničarske stranke FPÖ, koja je dobila oko 15% glasova i Rudolf Gehring iz jedne male kršćanske stranke, koji je osvojio oko 5% glasova.

## Vanjske poveznice
Službena stranica